# Manuel de Falla
Manuel de Falla [maˈnwel ðe ˈfaʎa] vagy Manuel de Falla y Matheu (Cádiz, 1876. november 23. – Alta Gracia (Argentína), 1946. november 14.) spanyolországi cigány zeneszerző és zongoraművész, a 20. századi spanyol zene korszakos mestere.
„Jelentősége a modern spanyol zene fejlődése szempontjából körülbelül hasonló, mint nálunk Bartóké és Kodályé együttesen. Legapróbb műveit is éveken át javítgatta, csiszolta, olykor még a bemutató után is változtatott rajtuk. Műveinek ez a lekerekített befejezettsége okozza, hogy viszonylag kevés műve ellenére a 20. század egyik legismertebb mestere.”

## Élete
Az andalúziai Cádizban született, kereskedőcsalád sarja. Apja José María Falla y Franco, anyja María Jesús Matheu y Zabala. Zongoraleckéit katalán származású anyjától kapta, aki tehetséges zongorista volt, és főleg Chopin és Beethoven muzsikájával ismertette meg a fiát, akivel közösen még négykezes koncerteket is adtak. 1885-ben négy évre Eloísa Galluzo vette át a fiú pianista oktatását, majd 1889-től magasabb szintre került a képzése: zongoratanára Alejandro Odero lett, összhangzattant és kontrapunktot Enrique Brocánál tanult. Minthogy az irodalmi pálya is vonzotta, hasonló korú barátaival együtt irodalmi magazint szerkesztett El Burlón címmel (ezt később az El Cascabel váltotta fel), és első zeneszerzői szárnypróbálgatásként néhány kamaradarabot írt.
1896-ban kezdte meg tanulmányait a madridi konzervatóriumban (Escuela Nacional de Música y Declamación), José Tragó osztályában. Ebben az időben írta c-moll scherzóját. Családjának komoly anyagi megterhelést jelentett taníttatása, ezért zongoraórákat adott, ennek jövedelméből tartotta fenn magát. A konzervatóriumi tanulmányok mellett magánúton Felipe Pedrellnél is tanult, főleg zeneszerzést. E hatás figyelhető meg 1905-ben írt La vida breve (A rövid élet) című színpadi művében, amelyben sok népzenei motívumot használt. Ez a darabja első díjat nyert a Real Academia de Bellas Artes (Királyi Szépművészeti Akadémia) pályázatán. Ez előtti darabjai többsége könnyedebb hangvételű volt, a zenei díj hatására döntött úgy, hogy a „komolyabb” zenének szenteli életét.
Továbbfejlődése érdekében 1907-ben Párizsba utazott, hogy megismerje a kor új zenei törekvéseit. Franciaországban összebarátkozott az ott élő zenészekkel (Debussy, Ravel, Dukas, Albéniz, Schmitt stb.). Közben járt Angliában, Svájcban, Németországban és Belgiumban is. Ekkoriban több művének premierje Párizsban volt (Pieces espagnoles, Trois mélodies stb.), némelyik kollégájával ezek alkalmával ismerkedett össze.
Az első világháború kitörésekor hazatért Spanyolországba. Rövid madridi tartózkodás után Granadában telepedett le, és ekkor életének igen eredményes korszaka kezdődött. 1915-ben megírta nevezetes balettjét El amor brujo (A bűvös szerelem) címmel, egy évre rá a Noches en los jardines de Espana (Éj a spanyol kertekben) című, zongorára és zenekarra írt, bensőséges hangulatú darabot. Talán legnépszerűbb műve az 1919-es El sombrero de tres picos (A háromszögletű kalap) című balettje. Ritmikus is, lírai is, humorral teli és drámai is egyben. Jellemzője a finom és szellemes hangszerelés, aminek eredményeként a zenekar úgy szól, mint egy óriási gitár. A balettet Szergej Gyagilev Orosz Balettje mutatta be a londoni Alhambra színházban, a koreográfus Léonide Massine volt, a díszletet és a kosztümöt Pablo Picasso tervezte.
1919-ben – mindössze néhány hónapos különbséggel – elhunytak szülei. 1920-ban Arthur Rubinstein bemutatta New Yorkban Fantasía baetica című zongoraművét. Egy spanyol szerzőtől nem meglepő, hogy a Don Quijote témája is megérinti: kamaraoperát írt a történetre El retablo de Maese Pedro (Pedro mester bábszínháza) címmel, 1923-ban mutatták be. Wanda Landowska, a világhírű csembalóművész számára írt még 1926-ban egy fontos darabot, a Concertót, egy sajátos csembalóversenyt, amelyben a csembalót csak néhány hangszer kíséri. Ezt követően azonban a spanyol polgárháború nyomasztó hatása miatt nem születtek jelentősebb alkotások.
1939-ben eleget tett egy argentin hangverseny-meghívásnak, és ezután többé már nem is tért vissza hazájába. Argentínában Córdoba tartományban telepedett le, és – többek között – az Orquesta Sinfónica de Córdoba élén adott hangversenyeket. 1941-től fokozatosan romlott egészségi állapota, ami visszavetette mind a komponálásban, mind a koncertezésben. 1942-ben megvett egy „Los Espinillos” nevű kényelmes faházat Alta Gracia közelében. Az Argentinian Academia Nacional de Bellas Artes 1945-ben a tagjai közé választotta a nagybeteg művészt, aki a következő évben, kilenc nappal 70. születésnapja előtt elhunyt. Hamvait 1947-ben a nővére hazavitte, és szülővárosa, Cádiz székesegyházának kriptájában helyezték örök nyugalomra.

## Művei

### Színpadi művek

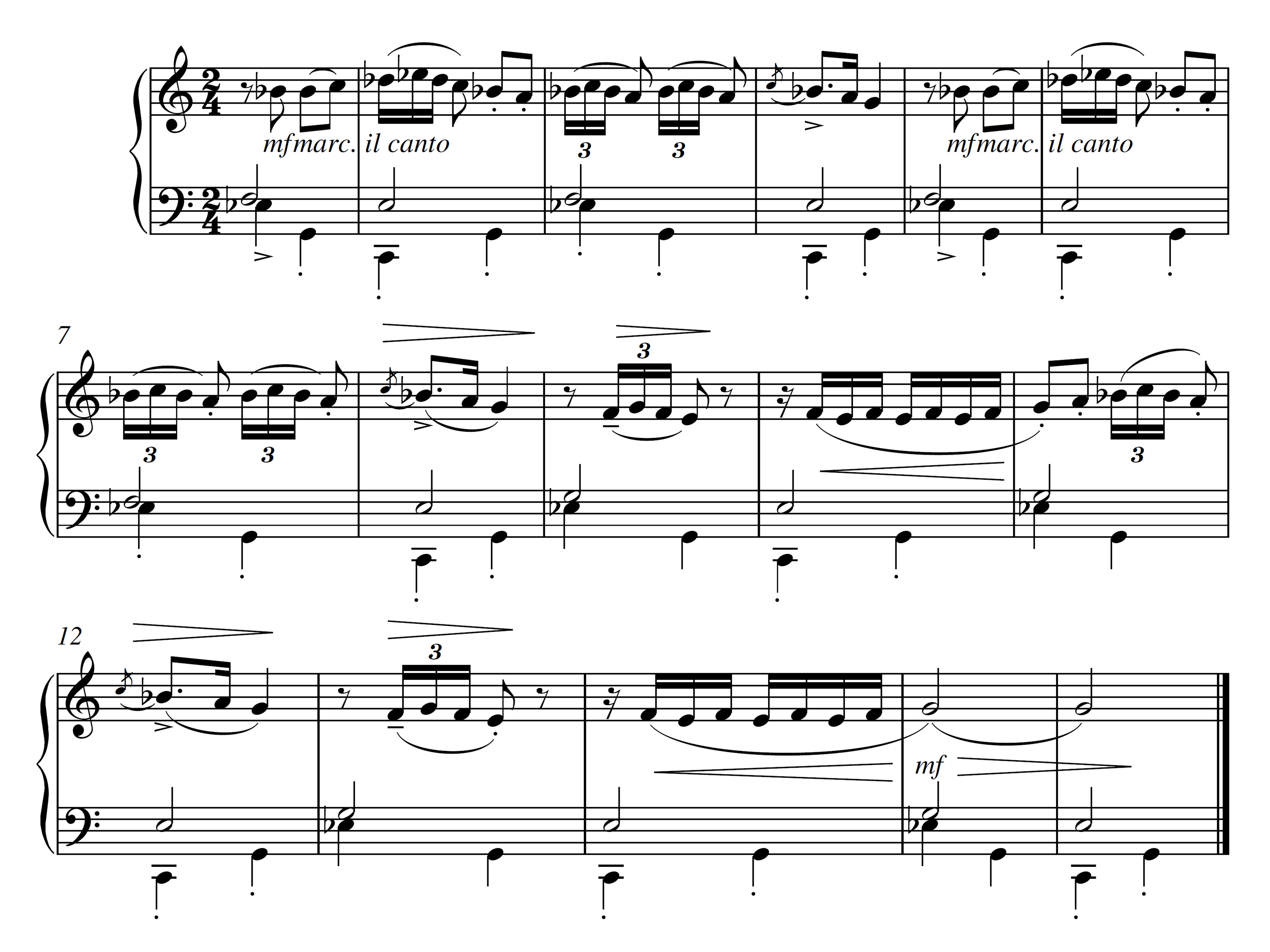
A bűvös szerelem című balett kottájának részlete

- Limosna de Amor, zarzuela Jackson Veyan szövegére, (előadatlan).
- La casa de Tócame Roque, zarzuela, (előadatlan, zenéjét részben A háromszögletű kalapban használta fel).
- Los amores de la Inés, (1 felv. zarzuela Emilio Dugi szövegére, 1902.
- La vida breve (A rövid élet), lírikus dráma, Carlos Fernandez Shaw szövegére, 1913.
- El amor brujo (A bűvös szerelem), balett, 1915.
- El corregidor y la molinara, „farsa mimica”, 1917.
- El sombrero de tres picos (A háromszögletű kalap), balett, 1919.
- El fuego fatuo, vígopera Chopin-témákra, 1919 (előadatlan).
- El retablo de Maese Pedro (Pedro mester bábszínháza), bábopera, szövegét Cervantes nyomán maga Falla írta, 1923.

### Zenekari művek
- L'Atlántida, oratórium szólókra, kórusra és zenekarra Jacinto Verdaguer szövegére, (utolsó műve, befejezetlen).
- Noches en los jardines de Espaga (Éj a spanyol kertekben), zongora, zenekar, 1916.[5]
- El amor brujo (A bűvös szerelem), a balett hangversenyváltozata, 1916.
- El sombrero de tres picos (A háromszögletű kalap), a balett hangversenyváltozata, 1921.
- Homenajes, szvit, 1939.

### Kamarazene-művek
- Concerto, Wanda Landowska számára, csembaló vagy zongora, fuvola, oboa, klarinét, hegedű, gordonka, 1926.
- Ifjúkori kiadatlan kamarazene-művek:
  - Melodia, gordonka, zongora.
  - Andante és scherzo zongoranégyesre.
  - Kompozíció Mistral Mireya című versére, fuvola, hegedű, brácsa, gordonka, zongora.

### Zongoraművek
- Serenata andaluza.
- Vals Capricho.
- Nocturno.
- Allegro de concierto.
- Cuatro piezas españolas: Andaluza, Cubana, Aragonesa, Montanesa.
- Fantasia baetica.
- Homenaje a Dukas.
- Zongorakivonatok az El amor brujo és az El retablo de Maese Pedro című műveiből.

### Énekes művek zongorakísérettel
- Tus ojillos negros (Cristobal de Castro).
- Trois Mélodies: Les Colombes, Chinoiserie, Seguidille (Théophile Gautier).
- Siete canciones populares españolas: Seguidilla murciana, El paño moruño, Asturiana, Jota, Nana, Canción, Polo (népies szövegek).
- Oracion de las madres que tienen a sus hijos en brazos (Martinez Sierra).
- Psyché (Jean Aubry), fuvola-, hárfa-, hegedű-, brácsa-, gordonkakíséret.
- Soneto a Córdoba (Góngora), zongora- vagy hárfakíséret.
- Ballada de Mallorca, a cappella vegyeskar (Chopin F-dúr balladájának témájára).

### Gitárra
- Homenaje a Debussy (Le Tombeau de Debussy), 1920.

## Kották
- Falla, Manuel de. International Music Score Library Project. (Hozzáférés: 2019. május 17.)

## Jegyzetek

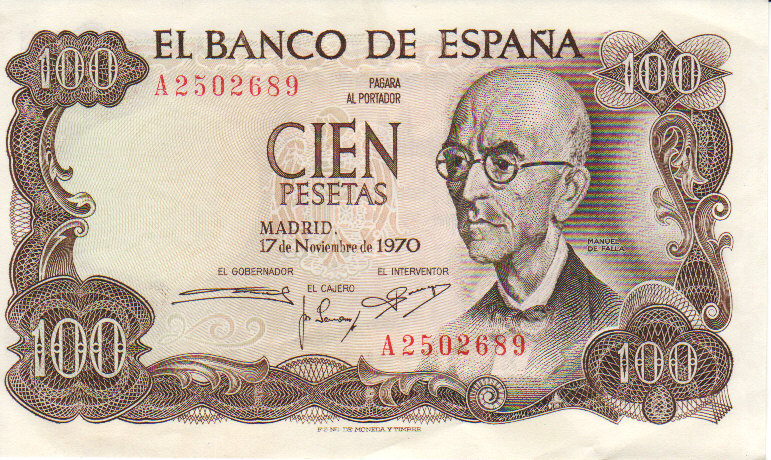
Arcképe a spanyol százpesetás bankjegyen